# 阿倍王子神社

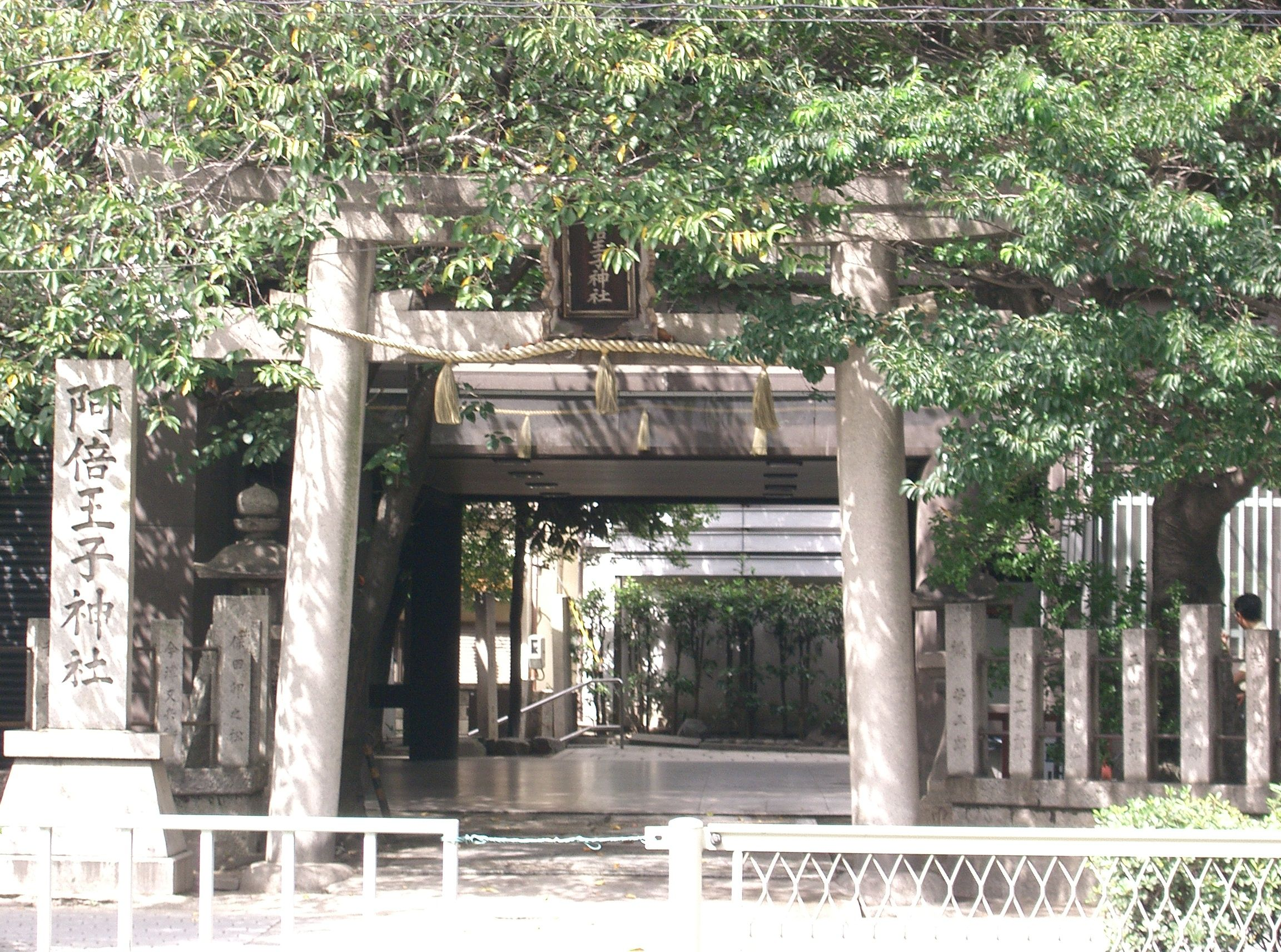
鳥居

阿倍王子神社（あべおうじじんじゃ）は、大阪市阿倍野区にある神社。かつては阿倍王子（あべのおうじ）といい熊野神社の分霊社である九十九王子の一つであった。

## 歴史
『摂州東成郡阿倍権現縁記』によれば、仁徳天皇の夢の中に熊野三山の使いである3つの足の烏が現れ、仁徳天皇がそれを捜させると、同じものが当地（阿倍島という島があったとされる）にいたので、現所在地に神社を創建した。これとは別に、難波長柄豊碕宮に遷都して以来、この地域を本拠地としていた古代豪族の阿倍氏が氏寺である「阿倍寺」とともに、氏神として「阿倍社」を建立したという説もある。
阿部寺千軒坊ともいわれた阿倍寺だったが、後には四天王寺に併合されてしまった。辛うじて残っていた阿倍社は平安時代天長3年（826年）に空海によって再興され、神宮寺は淳和天皇より、疫病を治癒する寺という意味の「痾免寺」（あめんでら）の勅額を賜っている。
当地は四天王寺と住吉大社のほぼ中間の位置にあり、熊野参詣の街道・熊野街道筋に当たることから、やがて当社に王子社が祀られるようになった。それが九十九王子の一つ「阿倍王子」として、後鳥羽天皇が熊野御幸を行った平安時代後期には、窪津王子（大阪市中央区）、坂口王子（同）、郡戸王子（同）に次ぐ4番目の王子となっていた（「後鳥羽院熊野御幸記」）。後に郡戸王子と当王子の間に上野王子（天王寺区）が設置され、5番目の王子となるが、戦国時代の戦乱により途中の坂口、郡戸、上野の各王子が焼失。安土桃山時代には2番目の王子となっている。
現在、大阪府内の九十九王子で唯一、旧地に現存している王子である。

## 祭神
- 主祭神 - 熊野王子神（伊弉諾命・伊弉冉命・速素盞嗚命）、応神天皇

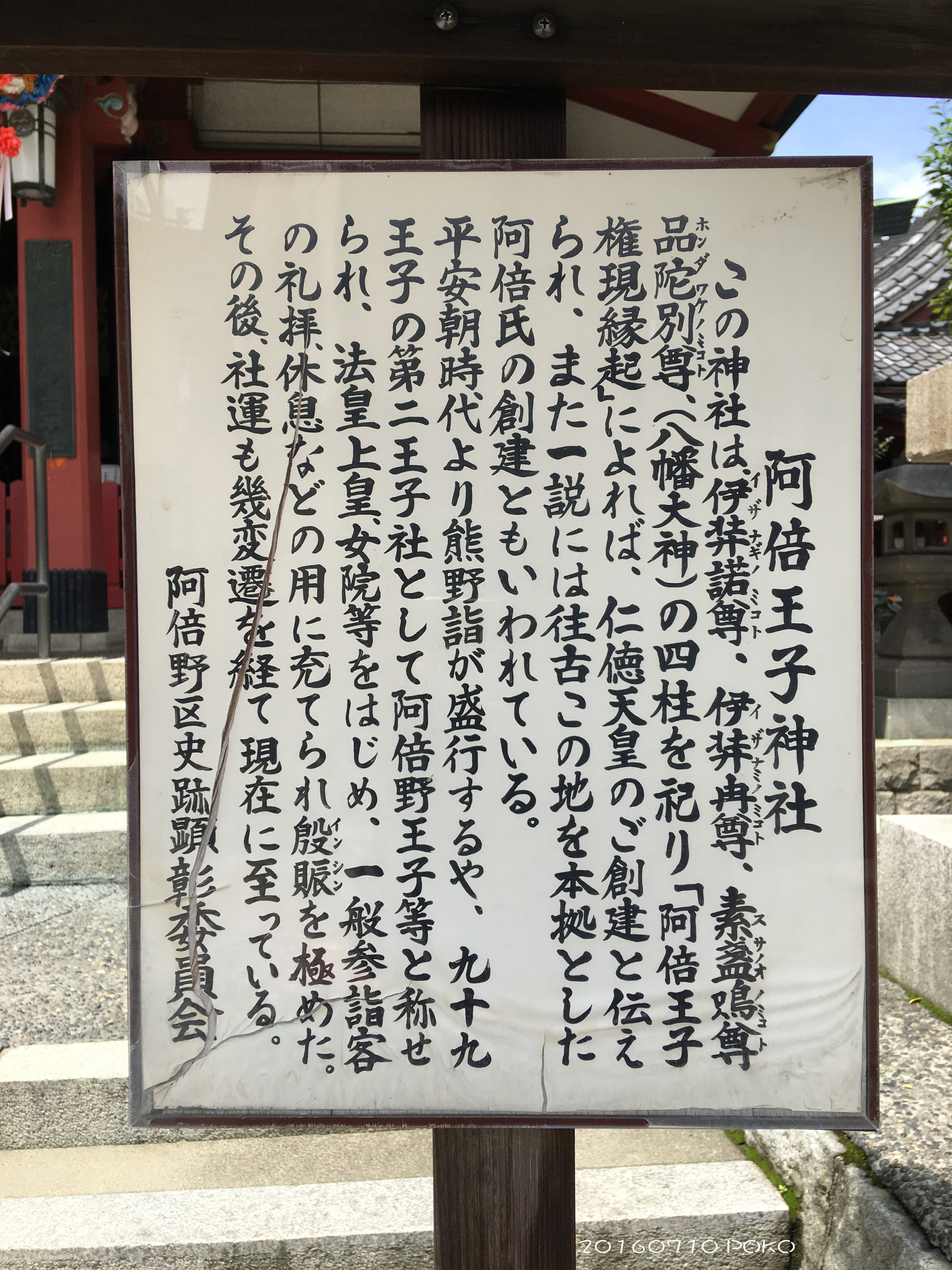
祭神

## 境内
- 本殿 - 1967年（昭和42年）再建。
- 拝殿 - 1967年（昭和42年）再建。
- 旧本殿（国登録有形文化財） - 1908年（明治41年）建立。木造平屋建、流造銅板葺、建築面積7.2m2。正面一間、側背面二間。庇は一段折れて縋破風とし、軒唐破風を付す。身舎組物は舟肘木。側面中柱は棟木まで到達している。
- 御烏社（願掛け御烏） - 祭神：八咫烏大神
- 葛の葉稲荷神社（国登録有形文化財） - 祭神：葛之葉稲荷大神、末広大神、萬直大神、白玉大神、宝玉大神、玉姫大神、日切大神、大高大神。8柱の神を祀るがすべて宇迦之御魂大神である。葛の葉とは安倍晴明の伝説上の母親の名であり、正体は霊狐であるという。大阪府和泉市にある信太森葛葉稲荷神社と同様、安倍晴明所縁の社。本殿は木造平屋建、入母屋造、檜皮葺、建築面積1.4m2、向拝軒唐破風付。元は男山八幡神社の本殿である。
- 社務所
- 総合末社 - 祭神：天照大神、豊受大神、住吉大神、春日大神、金刀比羅大神、恵比須大神、天満大神、高良大神、由賀大神
- 水神社 - 祭神：罔象女神、高龗神、暗龗神
- 神木
  - 茂杜能木霊神（もりのこだまのかみ）
  - 汰紀能木霊神（たきのこだまのかみ）
  - 多摩能木霊神（たまのこだまのかみ）
  - 波多能木霊神（はたのこだまのかみ）
- 境外社
  - 玉菊稲荷神社 - 祭神：玉菊大明神、玉村大明神。両神とも稲荷神のことである。1936年（昭和11年）に創建された。独立した神社だったが、1998年（平成10年）に阿倍王子神社の境外末社になった。
  - 安倍晴明神社（後述）

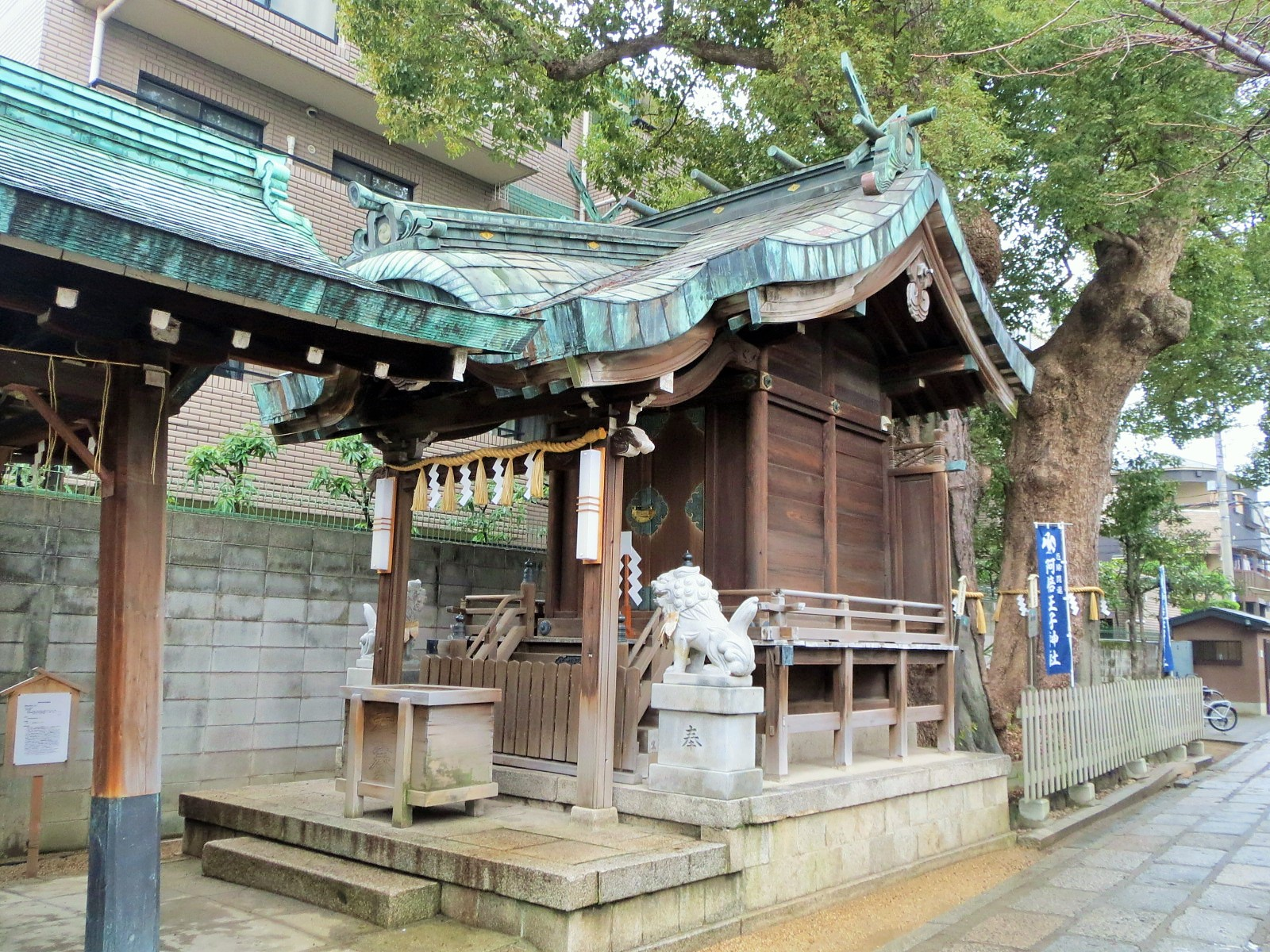
旧本殿
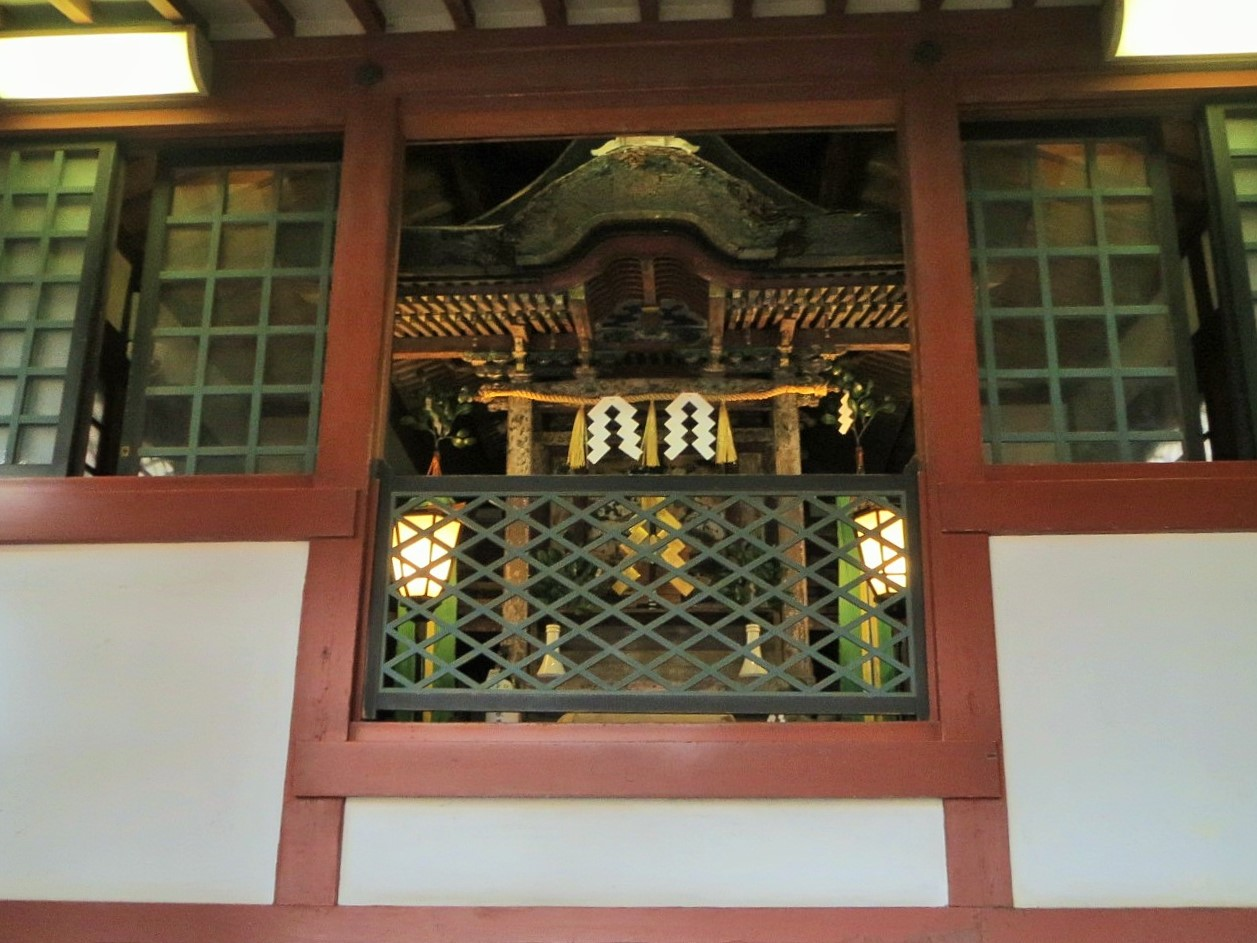
葛の葉稲荷神社

## 安倍晴明神社

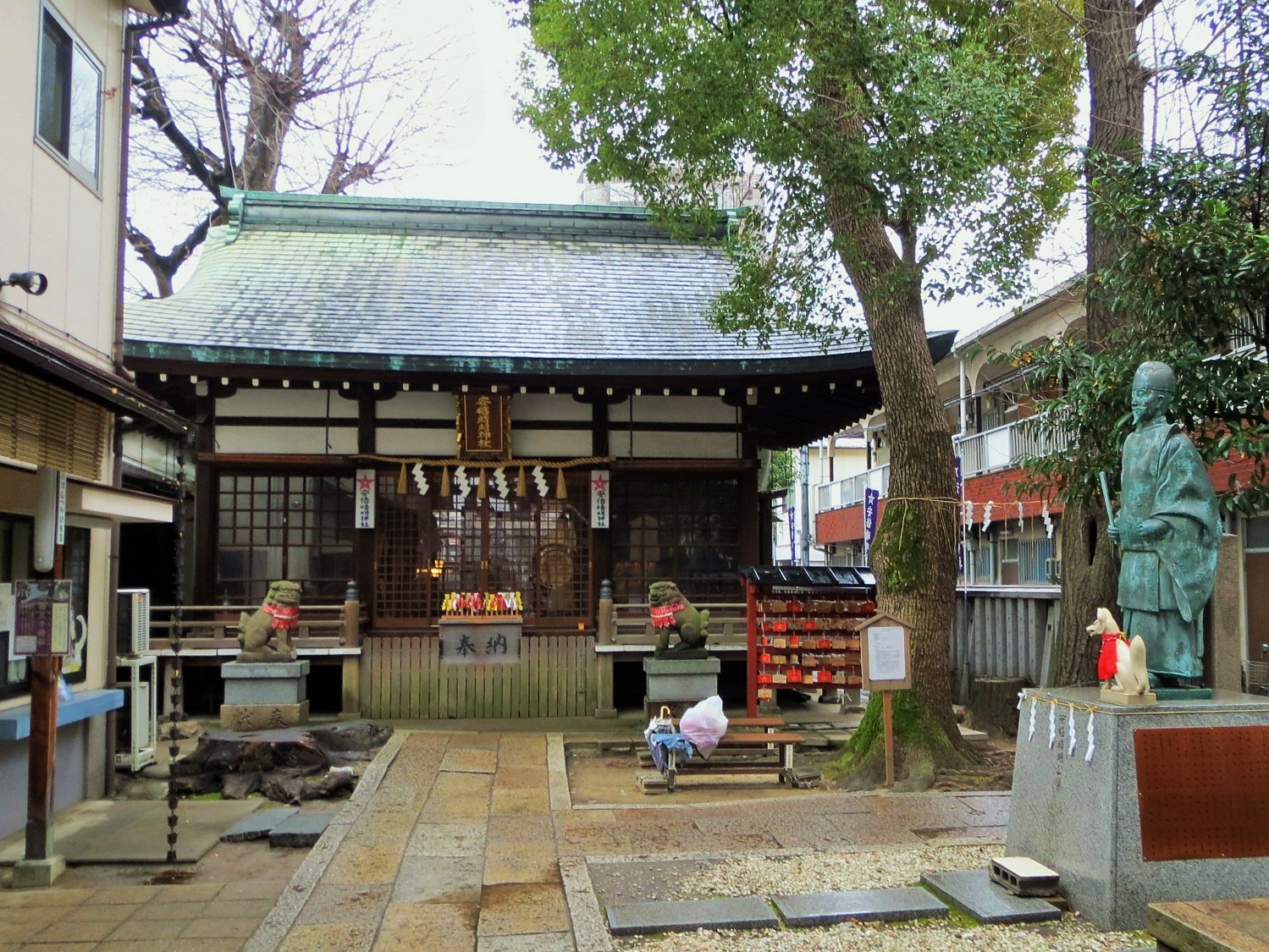
拝殿および幣殿、安倍晴明像

安倍晴明神社（あべせいめいじんじゃ）は、阿倍王子神社の北方約50mに鎮座する阿倍王子神社の境外社（飛び地境内社・末社）。

### 歴史
社伝「晴明宮御社伝書」によると、祭神の安倍晴明は944年（天慶7年）にこの地で生まれたと伝えられており、創建は寛弘4年（1007年）で、花山法皇の命によるとされる。
代々晴明の子孫と称する保田家が社家として奉仕し、江戸時代には代々大坂城代が参拝にくるほど有力な神社であったが、幕末には衰微し、明治時代には小さな祠と下記にある石碑のみになってしまったという。
しかし、阿倍王子神社の宮司である長谷川靖高は、「晴明宮御社伝書」は保田家で創作された偽書であり、「泉州信田白狐伝」を参考に作成されたものだと指摘している。
また、阿倍野元町の保田家の分家の系図では、保田家は紀州有田郡保田荘の土豪が出自となっており安倍氏との繋がりは無く、本家社家の系図は偽作が疑われている。
江戸時代、安倍晴明神社は安倍野村の庄屋保田氏が個人で所持した神社であり、実質、保田氏が江戸時代の葛の葉伝説が広まった頃に創った神社と考えられる。
明治時代末期になると復興計画が持ち出され、1921年（大正10年）には阿倍王子神社の末社として認可された。社家の子孫である保田家より旧社地の寄進を受け、1925年（大正14年）現在の社殿が竣工した。
太平洋戦争中の1945年（昭和20年）の大阪大空襲で境内に焼夷弾が落ちたが爆発せず、社殿は被災をまぬがれた。この為、地元では「晴明さんが守って下さった」と評判になり、以来災難除けの神様としても信仰を集めている。
晴明が占いの神として信仰されていることに因み、社務所内に「占い相談コーナー」も設けられている。
- 阿倍氏

晴明宮御社傳書には、大彦命と彦太忍信命は同一人物で、両者が合体したような名「太彦忍信命（おおひこおしのまことのみこと）」で、阿倍氏の祖として記載されている。阿倍氏は氏族名を記載する際、阿閇氏の漢字を使っていたとも書かれている。

### 祭神
- 主祭神 - 安倍晴明

### 境内
- 本殿（国登録有形文化財） - 1925年（大正14年）建立。木造平屋建、銅板葺き、流造、建築面積3.5m2。境内奥の切石積基壇上に西面して建つ。身舎正面は柱筋内側に板扉を立て、大仏様木鼻や中世風蟇股を用いている。もと奈良県技師・吉田種次郎の設計。
- 拝殿（国登録有形文化財） - 1925年（大正14年）建立。木造平屋建、銅板葺き、三間社入母屋造、建築面積31m2。本殿前に西面して建ち、正面三間、側面三間。三方に高欄付の縁を廻し、背面中央に奥行二間の幣殿を突出。内部は一室で左右奥に神饌所と祭器庫を設ける。落ち着いた社頭景観は本殿と調和し、端正な復古的意匠を形成している。
- 幣殿（国登録有形文化財） - 1925年（大正14年）建立。
- 透塀（国登録有形文化財） - 1924年（大正13年）築。木造、銅板葺、延長25m。拝殿の背面から延び、本殿の四周を結界する。面取角柱を腰長押と内法長押で固め、腰上は菱形断面の板連子、腰は縦板張とする。屋根は腕木を出して桁を通し、一軒疎垂木とする。
- 社務所
- 泰名稲荷神社 - 祭神：宇迦之御魂大神。本殿右側に鎮座。「泰名」とは伝説上の晴明の父親の名であるが祭神ではない。
- 安倍晴明像 - 晴明の等身大の銅像。
- 葛之葉霊狐の飛来像 - 狐姿の葛之葉の銅像。
- 鎮石（孕み石）
- 安倍晴明生誕伝承地の碑 - 文政年間（1818年 - 1830年）に堺商人・神南辺道心の手によって建立。
- 安倍晴明公産湯井の跡 - 晴明の産湯に使われた井戸。産湯は摂津名所図会の頃に既に登場している。

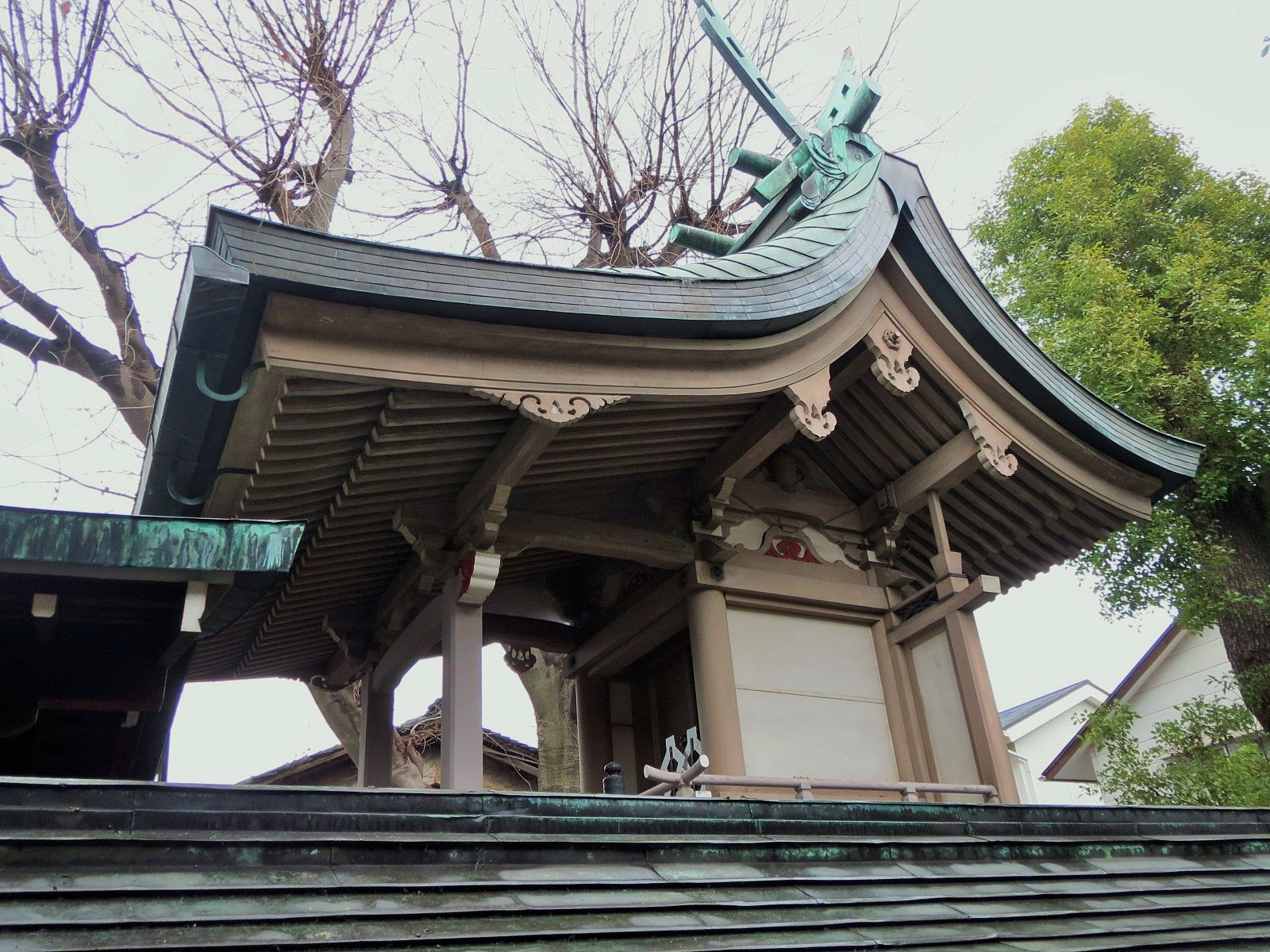
本殿
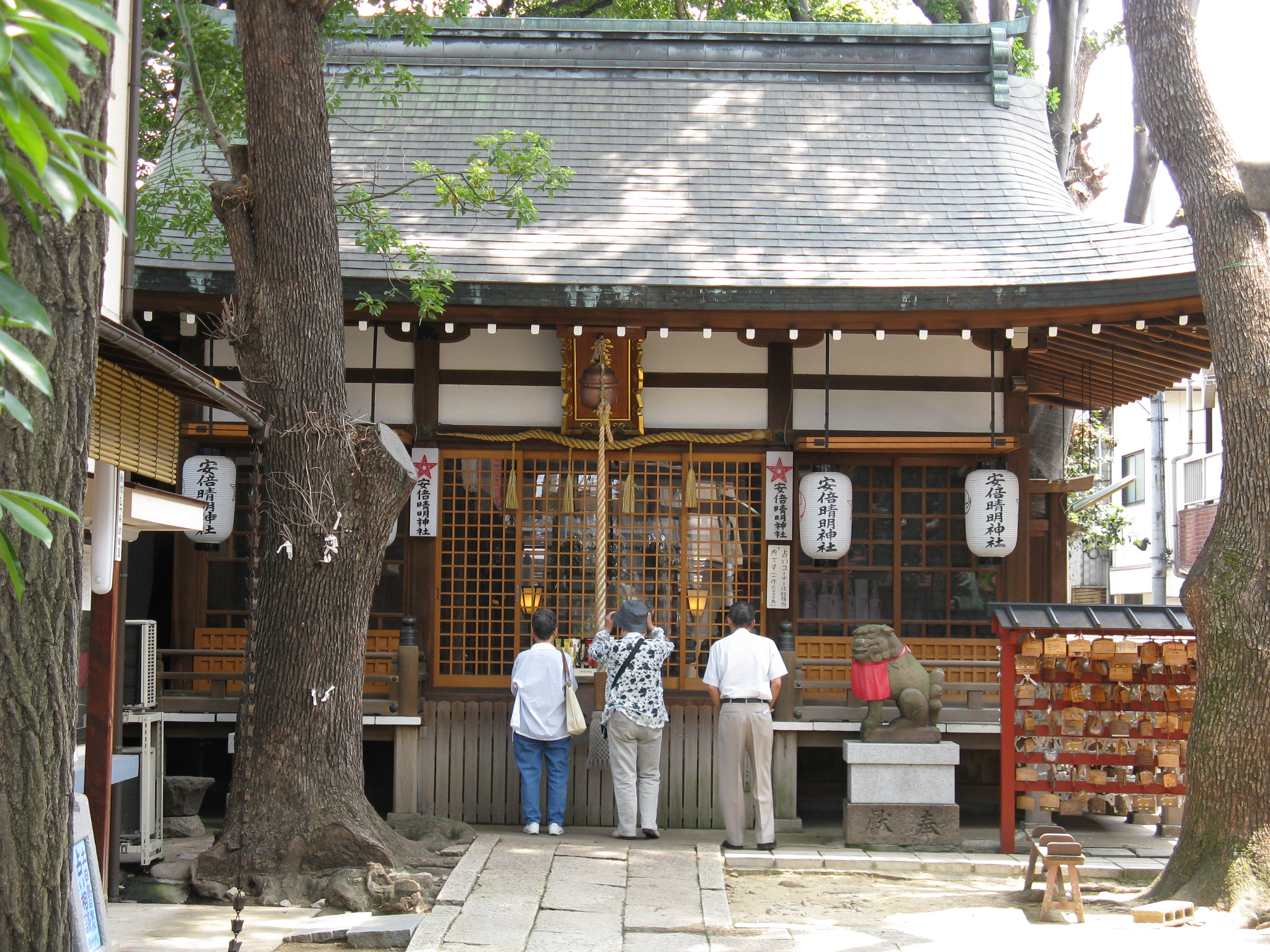
拝殿
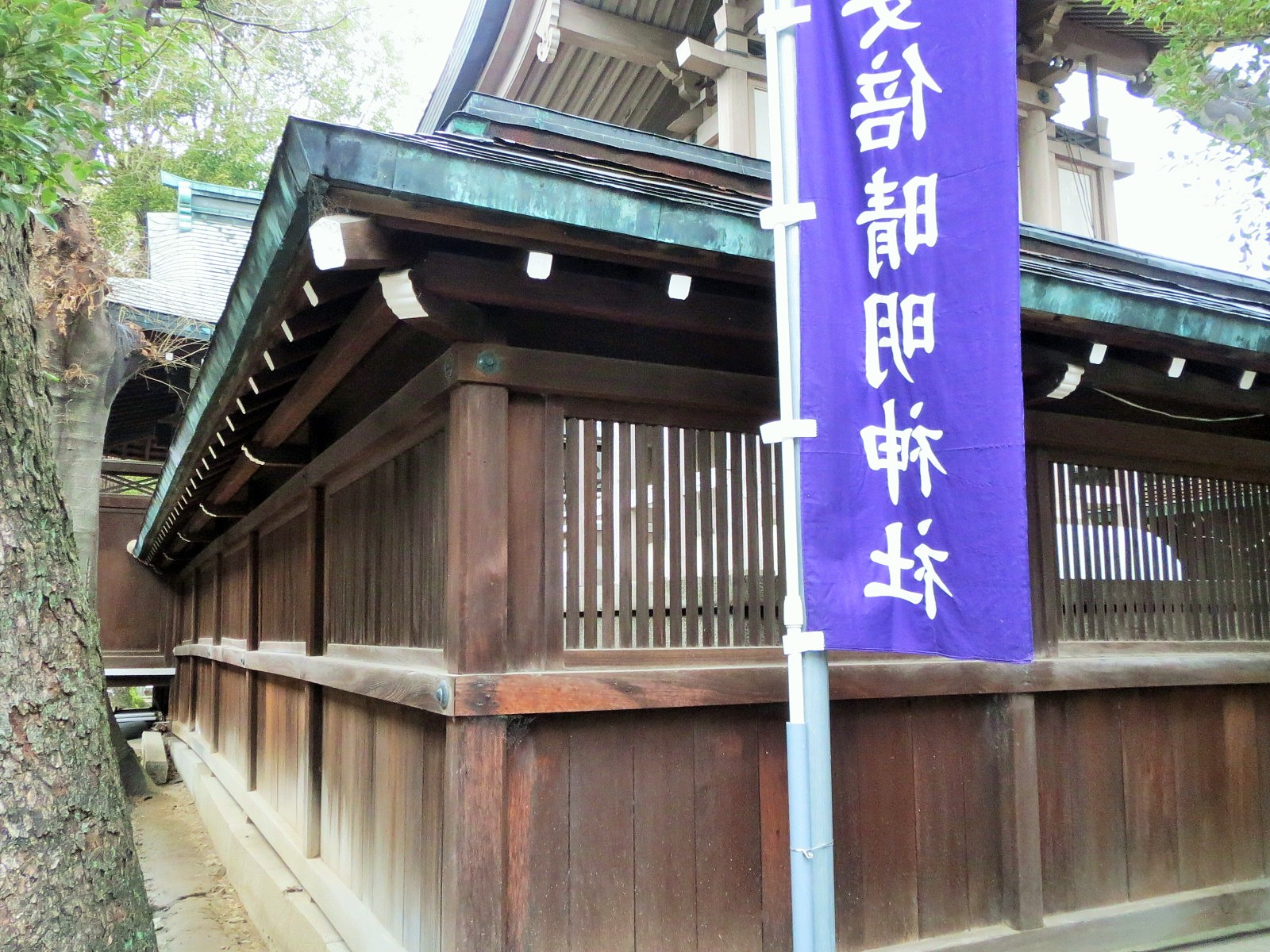
透塀
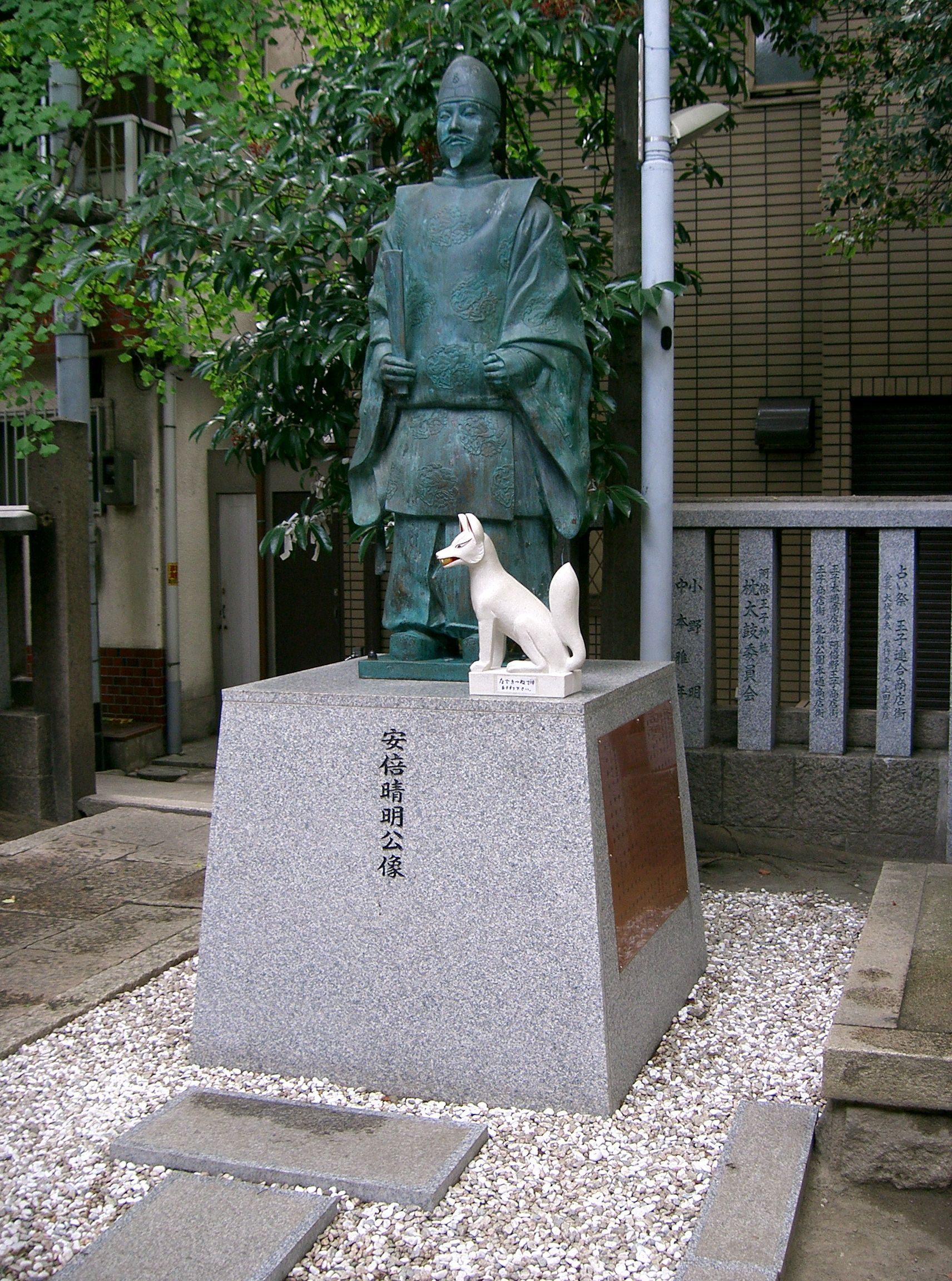
安倍晴明像
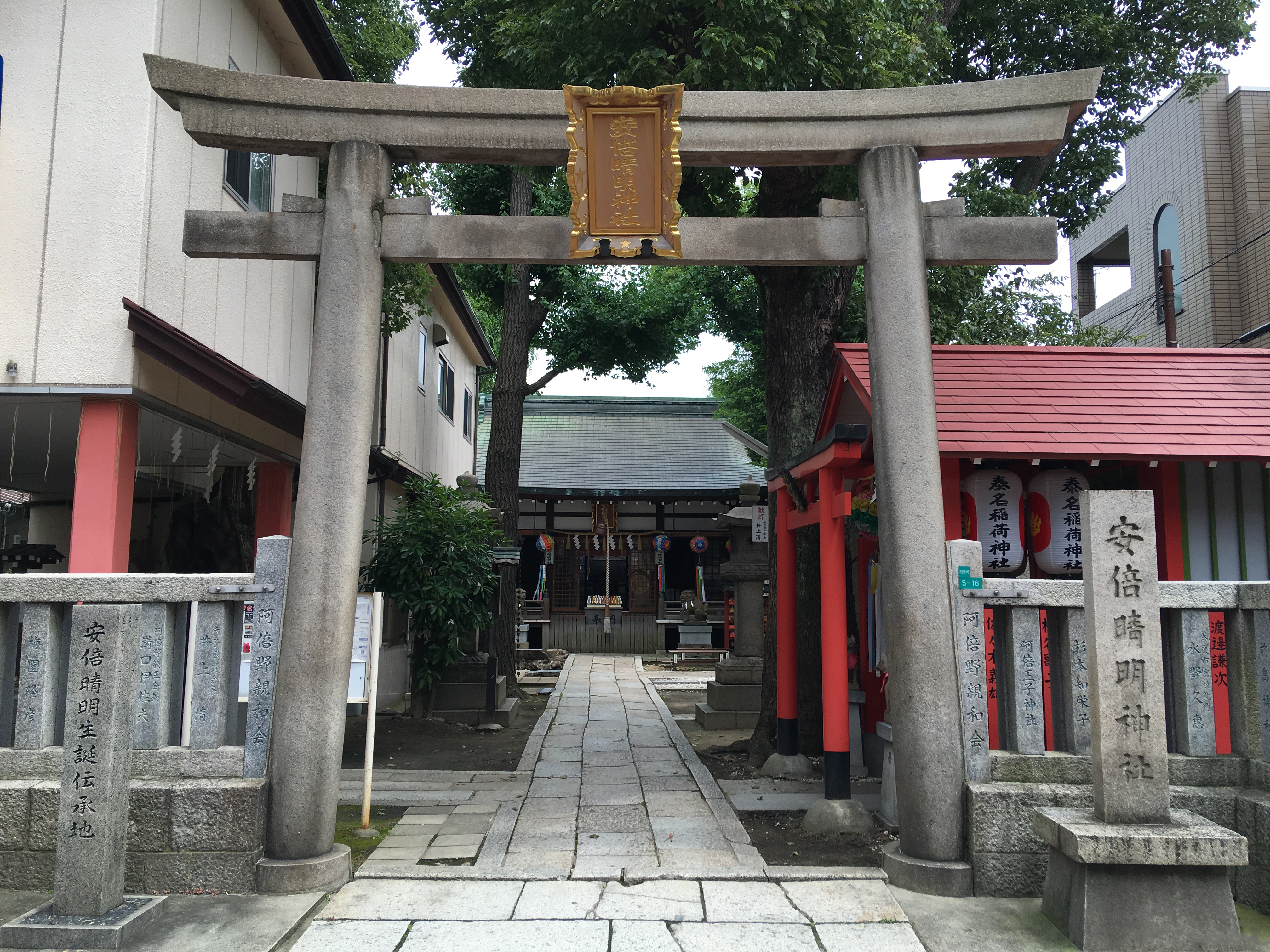
鳥居
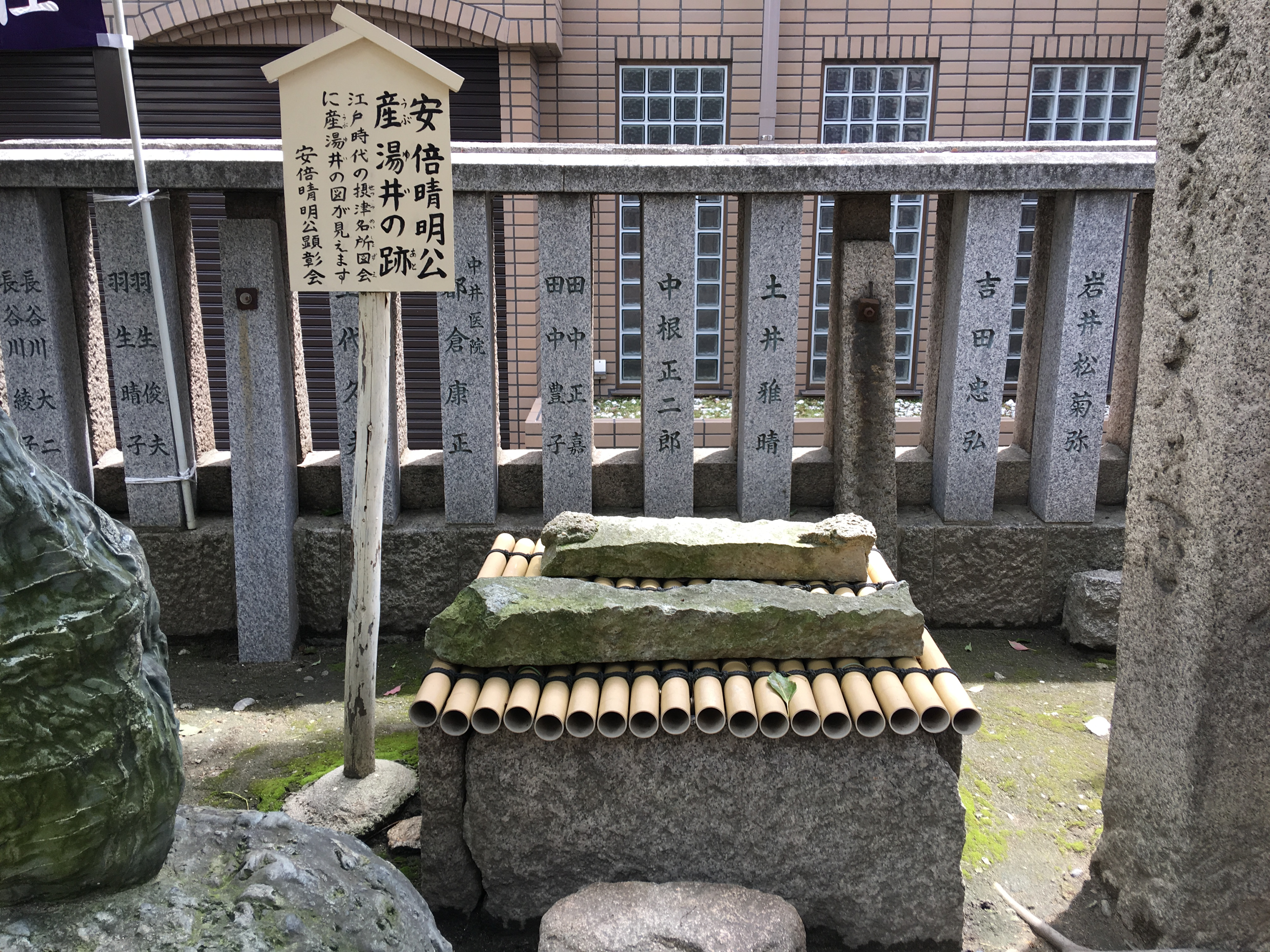
産湯井の跡
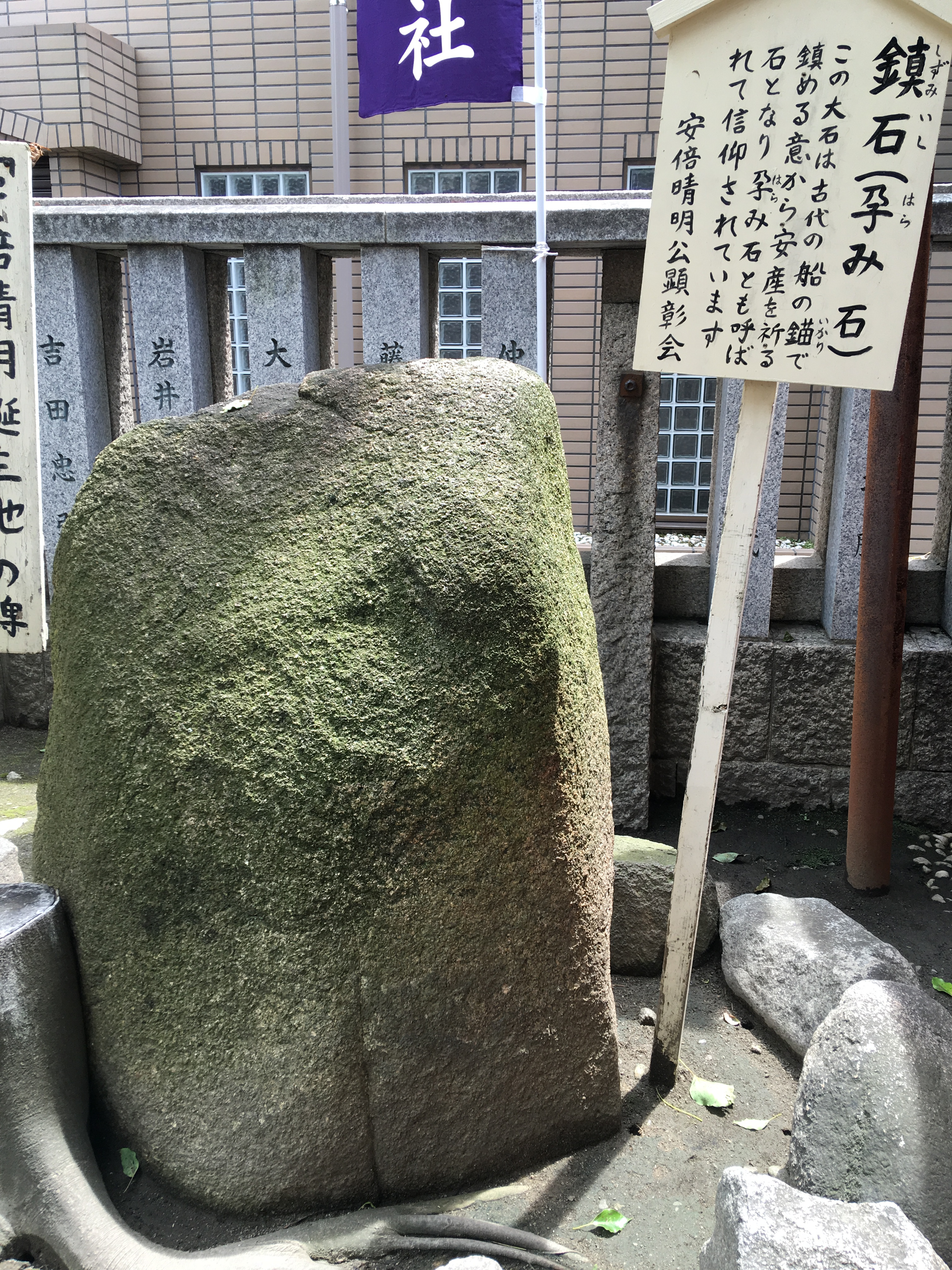
鎮石（孕み石）
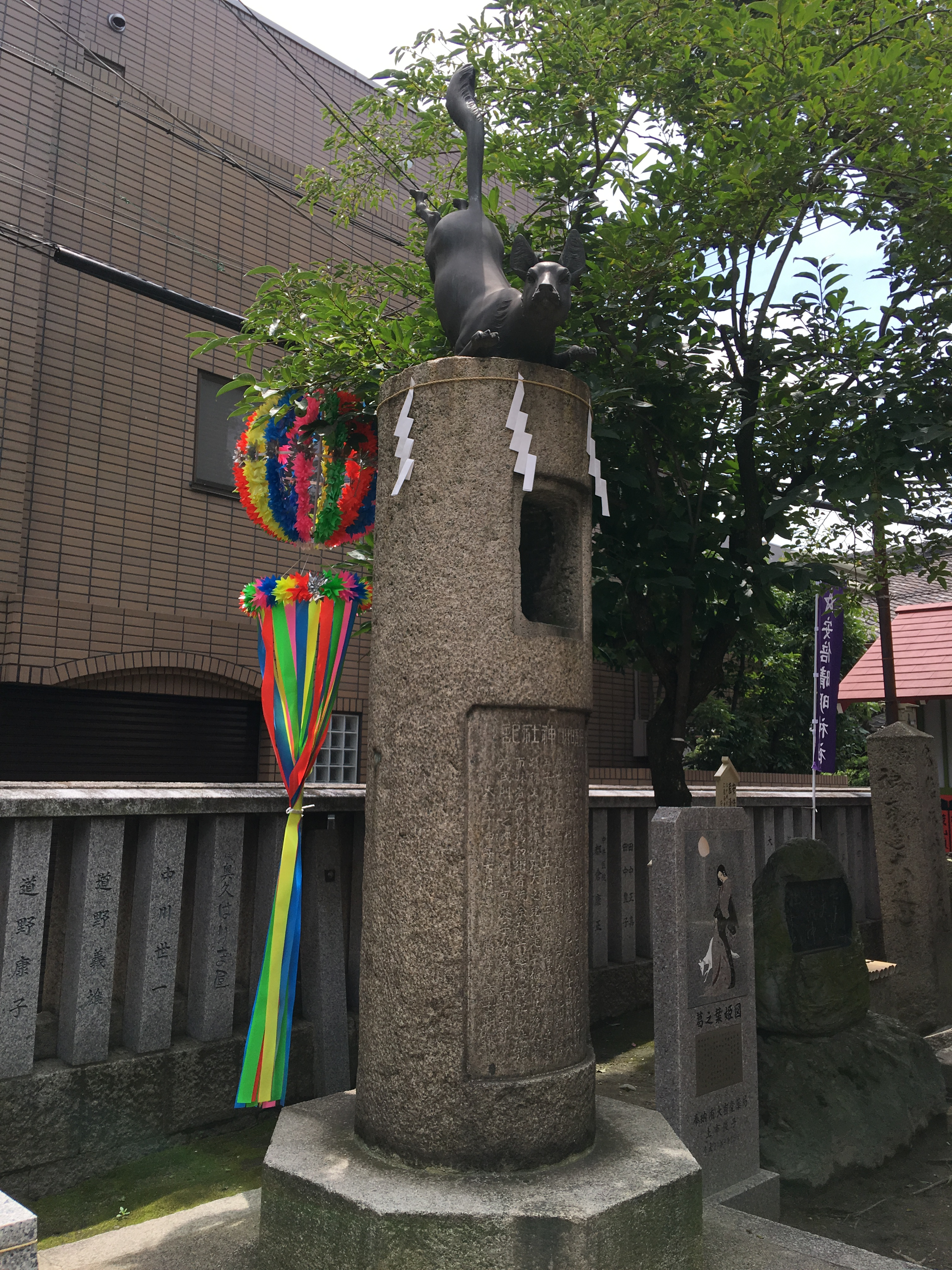
葛之葉霊狐の飛来像

## 文化財

### 国登録有形文化財
- 旧本殿
- 葛之葉稲荷神社本殿
- 安倍晴明神社本殿
- 安倍晴明神社拝殿及び幣殿
- 安倍晴明神社透塀

### 大阪市指定有形文化財
- 紙本著色摂州東成郡阿倍権現縁起絵巻 一巻 附:3点

## 最寄駅
- 大阪シティバス62･63･64･67号系統 王子町停留所からすぐ
- 阪堺電気軌道上町線 東天下茶屋停留場から徒歩3分
- Osaka Metro御堂筋線 昭和町駅から徒歩12分
- 駐車場有6台分